# Persone di nome Francisco Javier
| Questa pagina contiene informazioni ricavate automaticamente dalle voci biografiche con l'ausilio del template Bio e di un bot. L'aggiornamento è periodico e automatico e ricostruisce completamente la pagina. Se manca una persona in questa lista, sei pregato di non aggiungerla, ma accertati piuttosto che la sua voce biografica contenga il template Bio e che i dati anagrafici siano correttamente compilati. Se il template Bio manca, inseriscilo tu stesso o, in alternativa, metti l'avviso {{tmp\|Bio}} che ne segnala la mancanza. Se i dati riportati sono sbagliati, correggi direttamente la voce biografica; le modifiche saranno visibili in questa lista entro pochi giorni. Per chiarimenti vedi il progetto biografie. La lista contiene solo le 117 persone che sono citate nell'enciclopedia e per le quali è stato implementato correttamente il template Bio. Pagina aggiornata al 24 mar 2024. |

Questa è una lista di persone presenti nell'enciclopedia che hanno il prenome Francisco Javier, suddivise per attività principale.

## Allenatori di calcio(10)
- Francisco Arce, allenatore di calcio e ex calciatore paraguaiano (Paraguarí, n. 1971)
- Xisco Campos, allenatore di calcio e ex calciatore spagnolo (Binissalem, n. 1982)
- Paco Clos, allenatore di calcio e ex calciatore spagnolo (Matarò, n. 1960)
- Francisco Javier García Pimienta, allenatore di calcio e ex calciatore spagnolo (Barcellona, n. 1974)
- Francisco López Alfaro, allenatore di calcio e ex calciatore spagnolo (Siviglia, n. 1962)
- Francisco Javier López, allenatore di calcio e ex calciatore spagnolo (Barcellona, n. 1964)
- Francisco Javier Muñoz, allenatore di calcio e ex calciatore spagnolo (Manacor, n. 1980)
- Javier Pereira, allenatore di calcio e ex calciatore spagnolo (Badajoz, n. 1966)
- Francisco Javier Rodríguez Vílchez, allenatore di calcio e ex calciatore spagnolo (Almería, n. 1978)
- Francisco Javier Sánchez Jara, allenatore di calcio e ex calciatore spagnolo (Almacelles, n. 1969)

## Allenatori di pallacanestro(1)
- Javier Imbroda, allenatore di pallacanestro e politico spagnolo (Melilla, n. 1961 - Malaga, † 2022)

## Architetti(1)
- Francisco Javier Sáenz de Oiza, architetto spagnolo (Cáseda, n. 1918 - Madrid, † 2000)

## Arcivescovi(1)
- Francisco Xavier de Luna Pizarro, arcivescovo, politico e avvocato peruviano (Arequipa, n. 1780 - Lima, † 1855)

## Arcivescovi cattolici(2)
- Francisco Javier de Lizana y Beaumont, arcivescovo cattolico spagnolo (Arnedo, n. 1749 - Città del Messico, † 1815)
- Francisco Javier Martínez Fernández, arcivescovo cattolico spagnolo (Madrid, n. 1947)

## Avvocati(1)
- Francisco Javier Mina, avvocato e militare spagnolo (Otao, n. 1789 - Fuerte de los Remedios, † 1817)

## Biologi(1)
- Francisco Varela, biologo, filosofo e neuroscienziato cileno (Talcahuano, n. 1946 - Parigi, † 2001)

## Cantanti(1)
- Frankie J, cantante messicano (Tijuana, n. 1975)

## Cardinali(3)
- Francisco Javier de Cienfuegos y Jovellanos, cardinale e arcivescovo cattolico spagnolo (Oviedo, n. 1766 - Alicante, † 1847)
- Francisco Javier Delgado Benegas, cardinale e patriarca cattolico spagnolo (Villanueva del Ariscal, n. 1714 - Madrid, † 1781)
- Francisco Javier Errázuriz Ossa, cardinale e arcivescovo cattolico cileno (Santiago del Cile, n. 1933)

## Cestisti(5)
- Francisco Cruz Saldívar, cestista messicano (Nogales, n. 1989)
- Fran Cárdenas, cestista spagnolo (La Palma del Condado, n. 1990)
- Fran Guerra, cestista spagnolo (Las Palmas de Gran Canaria, n. 1992)
- Chinche Lafuente, ex cestista spagnolo (Madrid, n. 1961)
- Francisco Zapata, ex cestista spagnolo (Saragozza, n. 1966)

## Ciclisti su strada(5)
- Javier Aramendia, ex ciclista su strada spagnolo (Funes, n. 1986)
- Francisco Javier Cedena, ex ciclista su strada spagnolo (Madrid, n. 1954)
- Francisco Cerezo, ex ciclista su strada spagnolo (Tomelloso, n. 1971)
- Francisco Javier Elorriaga, ex ciclista su strada spagnolo (Abadiño, n. 1947)
- Francisco Javier Mauleón, ex ciclista su strada spagnolo (Vitoria, n. 1965)

## Compositori(1)
- Francisco Javier García Fajer, compositore spagnolo (Nalda, n. 1730 - Saragozza, † 1809)

## Criminali(1)
- Francisco Javier Arellano Félix, criminale messicano (n. 1969)

## Dirigenti sportivi(1)
- Francisco Vila, dirigente sportivo e ex ciclista su strada spagnolo (Vera de Bidasoa, n. 1975)

## Filosofi(1)
- Eugenio Espejo, filosofo, medico e scrittore ecuadoriano (Quito, n. 1747 - Quito, † 1795)

## Generali(2)
- Francisco Javier Castaños, generale spagnolo (Madrid, n. 1758 - Madrid, † 1852)
- Francisco Javier de Elío, generale spagnolo (Pamplona, n. 1767 - Valencia, † 1822)

## Gesuiti(1)
- Francisco Javier Alegre, gesuita messicano (Veracruz, n. 1729 - Bologna, † 1788)

## Giavellottisti(1)
- Francisco Muse, giavellottista cileno (n. 1996)

## Giocatori di beach volley(1)
- Javier Bosma, ex giocatore di beach volley spagnolo (Roses, n. 1969)

## Giocatori di calcio a 5(3)
- Francisco Martínez, giocatore di calcio a 5 paraguaiano (n. 1993)
- Francisco Serrejón, ex giocatore di calcio a 5 spagnolo (Madrid, n. 1973)
- Francisco Solano, giocatore di calcio a 5 spagnolo (Cordova, n. 1991)

## Giornalisti(1)
- Javier Sardà, giornalista, conduttore radiofonico e conduttore televisivo spagnolo (Barcellona, n. 1958)

## Imprenditori(1)
- Francisco Javier Sánchez Broto, imprenditore e ex calciatore spagnolo (Barcellona, n. 1971)

## Lottatori(1)
- Francisco Sánchez, lottatore spagnolo (Palma di Maiorca, n. 1979)

## Marciatori(1)
- Francisco Javier Fernández, marciatore spagnolo (Guadix, n. 1977)

## Pallamanisti(1)
- Zupo, ex pallamanista e allenatore di pallamano spagnolo (Pamplona, n. 1962)

## Piloti motociclistici(1)
- Herri Torrontegui, pilota motociclistico spagnolo (Gorliz, n. 1967)

## Politici(7)
- Francisco Javier Echeverría, politico messicano (Xalapa, n. 1797 - Città del Messico, † 1852)
- Patxi López, politico spagnolo (Portugalete, n. 1959)
- Javier Ortega Smith, politico e ex militare spagnolo (Madrid, n. 1968)
- Javier Solana, politico spagnolo (Madrid, n. 1942)
- Francisco Vidal, politico cileno (Santiago del Cile, n. 1953)
- Javier de Burgos, politico, giornalista e drammaturgo spagnolo (Motril, n. 1778 - Madrid, † 1848)
- Francisco Javier de Istúriz, politico e diplomatico spagnolo (Cadice, n. 1790 - Madrid, † 1871)

## Rapper(1)
- Beret, rapper e cantante spagnolo (Siviglia, n. 1996)

## Registi(1)
- F. Javier Gutiérrez, regista, sceneggiatore e produttore cinematografico spagnolo (Cordova, n. 1973)

## Triatleti(1)
- Francisco Javier Gómez Noya, triatleta spagnolo (Basilea, n. 1983)

## Vescovi cattolici(1)
- Francisco Javier Ochoa Ullate, vescovo cattolico spagnolo (Monteagudo, n. 1889 - Monteagudo, † 1976)

## Senza attività specificata(1)
- Francisco Javier Venegas (Zafra, n. 1754 - Madrid, † 1838)